# Dobreni
Dobreni is een Roemeense gemeente in het district Neamț.
Dobreni telt 1768 inwoners.